# Wang Wei-hsu
Wang Wei-hsu (* 12. Oktober 1996) ist ein taiwanischer Leichtathlet, der sich auf den Sprint spezialisiert hat.

## Sportliche Laufbahn
Erste internationale Erfahrungen sammelte Wang Wei-hsu bei den Jugendweltmeisterschaften 2013 in Donezk, bei denen er im 400-Meter-Lauf mit 49,06 s in der ersten Runde ausschied. Im Jahr darauf schied er über 400 Meter bei den Juniorenasienmeisterschaften in Taipeh in der ersten Runde aus und belegte mit der taiwanesischen 4-mal-400-Meter-Staffel in 3:10,71 min Rang vier. Anfang Oktober schied er bei den Asienspielen im südkoreanischen Incheon mit der Staffel im Vorlauf aus. 2015 konnte er sich bei den Asienmeisterschaften in Wuhan mit 48,32 s über 400 Meter ebenfalls nicht für das Finale qualifizieren. Bei den Asienmeisterschaften 2017 in Bhubaneswar erreichte er mit der 4-mal-400-Meter-Staffel in 3:06,51 min Platz vier. Daraufhin nahm er  an der Sommer-Universiade in Taipeh teil und wurde dort mit der Staffel im Finale disqualifiziert. 2018 nahm er erstmals an den Asienspielen in Jakarta teil und wurde dort mit der 4-mal-100-Meter-Staffel in 38,98 s Vierter.
2019 gewann er bei den Asienmeisterschaften in Doha in 39,18 s die Silbermedaille mit der Staffel und schied über 100 Meter mit 10,46 s im Halbfinale aus. Anschließend gelangte er auch bei der Sommer-Universiade in Neapel bis in das Halbfinale, in dem er mit 10,67 s ausschied und mit der Staffel erreichte er in 39,78 s Rang vier. 2023 gelangte er bei den Asienmeisterschaften in Bangkok mit 48,96 s auf Rang acht im Staffelbewerb. Im Oktober verhalf er dem Team bei den Asienspielen in Hangzhou zum Finaleinzug.
2018 wurde Wang taiwanischer Meister im 100-Meter-Lauf.

## Persönliche Bestzeiten
- 100 Meter: 10,34 s (+0,2 m/s), 29. April 2018 in Taoyuan
- 200 Meter: 20,98 s (+1,7 m/s), 1. Mai 2019 in Chiayi